# División del Norte (métro de Mexico)
División del Norte (en français : Division du Nord) est une station de la Ligne 3 du métro de Mexico, située au sud de Mexico, dans la délégation Benito Juárez.

## La station
La station, ouverte en 1980, doit son nom à l'avenue du même nom qui la traverse et qui à son tour, prend celui de l'armée dite "Division du Nord" dirigée par Francisco Villa pendant la révolution mexicaine. Le symbole de la station représente la sculpture en l'honneur de Francisco Villa qui était au milieu d'un rond-point à l'intersection des avenues División del Norte, Universidad et Cuauhtémoc. En raison de la construction du tunnel et de la station, le parcours des avenues fut modifié, de sorte que l'ancien rond-point a disparu, et la sculpture a été relocalisée à Parque de los Venados (Parque Francisco Villa).
Le 16 février 1994 l'actrice d'origine cubaine Judith Velasco, après avoir quitté son appartement dans le Del Valle, se suicida en se jetant sur les rails de cette station alors qu'un train arrivait.